# Ivan Popov (général)
Pour les articles homonymes, voir Ivan Popov et Popov.
Ivan Ivanovitch Popov (en russe : Иван Иванович Попов), né le 30 janvier 1975, est un major-général de l'Armée de terre russe.

## Début de carrière
Ivan Popov est né dans le raïon de Danilovka, dans le nord de l'oblast de Volgograd ; il a grandi dans une ferme (khoutor) de la steppe du Don. Voulant devenir garde-frontière soviétique comme son père, la dislocation de l'URSS le fait changer d'avis et il est accepté à l'École d'officiers de Moscou en 1992. Sa première affectation comme chef de peloton est au 56e régiment d'assaut aéroporté (de la 7e division aéroportée), dans le district militaire du Caucase du Nord. Il prend part dans cette unité à la seconde guerre de Tchétchénie.
Diplômé de l'Académie des armes combinées de Moscou, il intègre l'état-major du district militaire du Caucase du Nord, au sein de la direction des opérations, notamment durant la guerre russo-géorgienne de 2008. Ensuite, il est au Centre national de contrôle de la défense.
Après son passage à l'Académie militaire de l'État-major général à Moscou, il est nommé en décembre 2015 commandant de la 33e brigade de fusiliers motorisés (une unité de montagne casernée à Maïkop, Botlikh et Novotcherkassk, dissoute en 2016). En 2017, il prend la direction de la 20e brigade de fusiliers motorisés de la Garde à Volgograd. Entre mai 2018 et 2019 il est le chef d'état-major du 22e corps d'armée en Crimée, puis du 11e corps d'armée dans l'oblast de Kaliningrad.

## Guerre russo-ukrainienne
Envoyé autour de Balaklia dans le cadre de l'invasion russe de l'Ukraine et de la guerre russo-ukrainienne, il doit mener une retraite précipitée de ses unités à cause de l'offensive ukrainienne de septembre 2022. Promu au grade de major-général avec le commandement de la 58e armée combinée, il a la responsabilité du front russe dans l'oblast de Zaporijjia à partir de mars 2023.
Le 11 juillet 2023, il est démis de ses fonctions à la suite de critiques publiques du haut commandement. Le major-général Popov explique dans une vidéo les raisons de son remplacement : il se serait plaint auprès de l'État-major général de la faiblesse des tirs de contre-batterie russes, du manque de radars de contrebatterie et des pertes dues à l'artillerie ukrainienne. Selon lui, son renvoi est un « coup dans le dos, décapitant perfidement et vilement l'armée au moment le plus difficile ».
Le 17 mai 2024, Ivan Popov est arrêté pour une fraude présumée de 1 200 000 €. Le Monde estime probable que ce général était trop populaire pour ses propos concernant la mauvaise organisation de l'armée, ce qui lui a valu les foudres du Kremlin,.